# Cultura Chorrera
Chorrera és una cultura precolombina localitzada al curs baix del riu Guayas (Equador) i els seus voltants, des del 1800 aC al 300 aC. Aquesta cultura s'emmarca dins del període formatiu tardà de la història de l'Equador i tingué una gran influència a bona part del territori actual del país, arribant fins i tot a algunes zones de la regió amazònica i el sud de l'actual Colòmbia. L'any 467 aC, el volcà Pululahua, al nord de Quito, va entrar en erupció i va enviar cendres volcàniques cap a les regions occidentals de les terres baixes de l'Equador, fet que sembla que té relació amb el començament del declivi de la cultura Chorrera; tot i així, alguns assentaments van romandre a l'extrem nord i sud durant diversos segles.
La base de subsistència de la cultura Chorrera era l'agricultura i la recol·lecció de marisc, com el Spondylus. Era una societat fortament jerarquitzada i n'és molt destacable la seva ceràmica, amb les característiques ampolles-xiulet, en les quals en abocar el líquid contingut, l'aire es desplaça per una petita caixa de ressonància i reprodueix el so de determinats animals. És també destacable la tècnica d'esmaltat iridescent de les seves peces, que els dona un aspecte característic.